# Armageddon 2000
Armageddon 2000 è stata la seconda edizione dell'omonimo pay-per-view prodotto dalla World Wrestling Federation. L'evento si è svolto il 10 dicembre 2000 al Birmingham-Jefferson Convention Complex nella città di Birmingham, Alabama. La tagline è stata Lord, I'm Coming Home to You.
È stato l'unico pay-per-view nella storia della WWF a svolgersi nello stato dell'Alabama.

## Risultati
| # | Risultati                                                                              | Stipulazioni                                          | Durata |
| - | -------------------------------------------------------------------------------------- | ----------------------------------------------------- | ------ |
| 1 | I Radicalz hanno sconfitto Lita e gli Hardy Boyz                                       | Tag Team match                                        | 8:04   |
| 2 | William Regal (c) ha sconfitto Hardcore Holly                                          | Single match per il WWF European Championship         | 4:56   |
| 3 | Val Venis (con Ivory) ha sconfitto Chyna                                               | Intergender match                                     | 5:24   |
| 4 | Chris Jericho ha sconfitto Kane                                                        | Last Man Standing match                               | 17:14  |
| 5 | Edge e Christian hanno sconfitto i Right to Censor (c), i Dudley Boyz e i New Outlaws  | Tag Team match per il WWF Tag Team Championship       | 9:41   |
| 6 | Chris Benoit ha sconfitto Billy Gunn (c)                                               | Single match per il WWF Intercontinental Championship | 9:58   |
| 7 | Ivory (c) ha sconfitto Molly Holly e Trish Stratus                                     | Triple Threat match per il WWF Women's Championship   | 2:13   |
| 8 | Kurt Angle (c) ha sconfitto Rikishi, The Rock, Steve Austin, Triple H e The Undertaker | Hell in a Cell match per il WWF Championship          | 31:52  |